# Cetopsis baudoensis
Cetopsis baudoensis is een straalvinnige vissensoort uit de familie van de walvismeervallen (Cetopsidae). De wetenschappelijke naam van de soort is voor het eerst geldig gepubliceerd in 1960 door Dahl.